# Vincent Floissac
Vincent Floissac (31 de julio de 1928 - 25 de septiembre de 2010) fue un destacado jurista y político santaluciano.

## Biografía
Fue nombrado gobernador general de la isla durante el periodo de 30 de abril de 1987 al 10 de octubre de 1988.
Floissac fue el primer presidente del Senado de Santa Lucía y posteriormente ocupó la máxima responsabilidad en la Suprema Corte del Caribe Oriental.
A nivel deportivo representó a su país en diversos torneos regionales de tenis.
Tras una larga batalla contra cáncer que padecía, Floissac falleció el 25 de septiembre de 2010 a la edad de 82 años.